# Lista de vereadores de Mangaratiba
Esta é a lista de vereadores de Mangaratiba, município brasileiro do estado do Rio de Janeiro.
A Câmara Municipal de Mangaratiba é formada por treze representantes. O salão principal da mesma chama-se Plenário Edison Elias Dumas.

## 18ª Legislatura (2021–2024)
Estes são os vereadores eleitos nas eleições de 15 de novembro de 2020, pelo período de 1° de janeiro de 2021 a 31 de dezembro de 2024:
| Mesa Diretora (2021-2022)          |                       |                        |                           |
| Nome                               | Início do mandato     | Fim do mandato         | Cargo                     |
| Renato José Pereira (PSC)          | 1º de janeiro de 2021 | 31 de dezembro de 2022 | Presidente da Câmara      |
| Wladimir da Conceição Pereira (PP) | 1º de janeiro de 2021 | 31 de dezembro de 2022 | Vice-presidente da Câmara |
| Cecília Ribeiro Cabral (PL)        | 1º de janeiro de 2021 | 31 de dezembro de 2022 | 1ª Secretária             |
| Nielson Kopke de Jesus (DEM)       | 1º de janeiro de 2021 | 31 de dezembro de 2022 | 2º Secretário             |

|    | Nome                                                                                  | Partido                                | Votos | %    | Observações |
| -- | ------------------------------------------------------------------------------------- | -------------------------------------- | ----- | ---- | ----------- |
| 1  | Nielson Kopke de Jesus, Juninho de Jacareí (São Gonçalo, 27.12.1983–)                 | Democratas (DEM)                       | 969   | 3,64 | 1º mandato  |
| 2  | Renato José Pereira, Professor Renato Fifiu (2021-2022) (Rio de Janeiro, 04.07.1985–) | Partido Social Cristão (PSC)           | 926   | 3,47 | 2º mandato  |
| 3  | Hugo Dourado Graçano (Mangaratiba, 04.05.1990–)                                       | CIDADANIA                              | 789   | 2,96 | 1º mandato  |
| 4  | Dr. Mair Araújo Bichara (Rio de Janeiro, 11.02.1987–)                                 | REPUBLICANOS                           | 745   | 2,80 | 1º mandato  |
| 5  | Wladimir da Conceição Pereira, Wlad da Pesca (Rio de Janeiro, 18.03.1970–)            | Progressistas (PP)                     | 718   | 2,69 | 2º mandato  |
| 6  | Eduardo Ferreira Jordão (Rio de Janeiro, 30.01.1972–)                                 | Progressistas (PP)                     | 713   | 2,68 | 5º mandato  |
| 7  | Alessandro da Silva Portugal (Mangaratiba, 16.01.1980–)                               | REPUBLICANOS                           | 621   | 2,33 | 1º mandato  |
| 8  | Josué dos Santos, Josué Té (Rio de Janeiro, 02.08.1977–)                              | Partido Liberal (PL)                   | 601   | 2,26 | 1º mandato  |
| 9  | Leandro de Paula Silva (Rio de Janeiro, 07.05.1981–)                                  | AVANTE                                 | 490   | 1,84 | 1º mandato  |
| 10 | Cecília Ribeiro Cabral (São Paulo, 17.10.1966–)                                       | Partido Liberal (PL)                   | 474   | 1,78 | 2º mandato  |
| 11 | João Felippe de Souza Oliveira (Mangaratiba, 26.08.1999–)                             | REPUBLICANOS                           | 457   | 1,71 | 1º mandato  |
| 12 | Nilton Carlos Santiago Barros (Rio de Janeiro, 28.04.1974–)                           | Partido Social Cristão (PSC)           | 438   | 1,64 | 1º mandato  |
| 13 | Doriedson Thimoteo da Costa, Dori Costa (Rio de Janeiro, 20.04.1974–)                 | Movimento Democrático Brasileiro (MDB) | 330   | 1,24 | 1º mandato  |

## 17ª Legislatura (2017–2020)
Estes são os vereadores eleitos nas eleições de 2 de outubro de 2016, pelo período de 1° de janeiro de 2017 a 31 de dezembro de 2020:
|    | Nome                                                                                                  | Partido                                         | Votos | %    | Observações |
| -- | --- | ----------------------------------------------- | ----- | ---- | ----------- |
| 1  | Carlos Alberto Ferreira Graçano, Charlies da Video Locadora (2018-2020) (Rio de Janeiro, 25.08.1967–) | Partido Trabalhista Nacional (PTN)              | 995   | 3,71 | 1º mandato  |
| 2  | Eduardo Ferreira Jordão (Mangaratiba, 30.05.1972–)                                                    | Partido Renovador Trabalhista Brasileiro (PRTB) | 765   | 2,85 | 4º mandato  |
| 3  | Rômulo dos Santos Nogueira, Carcará (Mangaratiba, 21.04.1979–)                                        | Partido Trabalhista do Brasil (PTdoB)           | 757   | 2,82 | 1º mandato  |
| 4  | Fernando Luiz Peixoto Freijanes, do Zé Luiz do Posto (Rio de Janeiro, 11.02.1987–)                    | Partido Verde (PV)                              | 694   | 2,59 | 1º mandato  |
| 5  | Vitor Tenório Santos, Vitinho (2017-2018) (Mangaratiba, 10.06.1978–)                                  | Partido Democrático Trabalhista (PDT)           | 666   | 2,48 | 1º mandato  |
| 6  | Cecília Ribeiro Cabral (Rio de Janeiro, 17.10.1966–)                                                  | Partido dos Trabalhadores (PT)                  | 654   | 2,44 | 1º mandato  |
| 7  | Wladimir da Conceição Pereira, Wlad da Pesca (Rio de Janeiro, 18.03.1970–)                            | Partido dos Trabalhadores (PT)                  | 651   | 2,43 | 1º mandato  |
| 8  | Anderson Brito de Quadros (Rio de Janeiro, 21.08.1971–)                                               | Partido Verde (PV)                              | 625   | 2,33 | 1º mandato  |
| 9  | Renato José Pereira, Prof. Renato Fifiu (Rio de Janeiro, 04.07.1985–)                                 | Partido da Social Democracia Brasileira (PSDB)  | 593   | 2,21 | 1º mandato  |
| 10 | Helder Rangel de Araújo (Rio de Janeiro, 01.03.1977–)                                                 | Partido da Social Democracia Brasileira (PSDB)  | 527   | 1,97 | 1º mandato  |
| 11 | Edison Ramos, Edinho (Rio de Janeiro, 28.12.1955–)                                                    | Partido da Mulher Brasileira (PMB)              | 467   | 1,74 | 1º mandato  |
| 12 | Emilson dos Santos Coelho, da Farmácia (Itaguaí, 30.09.1964–)                                         | Partido da Mulher Brasileira (PMB)              | 438   | 1,63 | 1º mandato  |
| 13 | Doutor Davi dos Santos Farias (Rio de Janeiro, 17.11.1958–)                                           | Partido Popular Socialista (PPS)                | 414   | 1,54 | 1º mandato  |

## Legenda
| Cor  | Significado          |
| Bege | Presidente da Câmara |
| Azul | Suplente             |